# Laura Gordon
Laura Gordon är en australisk skådespelare.
Gordon har bland annat medverkat TV-serierna Reckoning. Hon har även medverkat i filmen Late Night with the Devil.

## Filmografi (i urval)
- 2019–2020 – Reckoning (TV-serie)
- 2023 – Late Night with the Devil